# 기념비

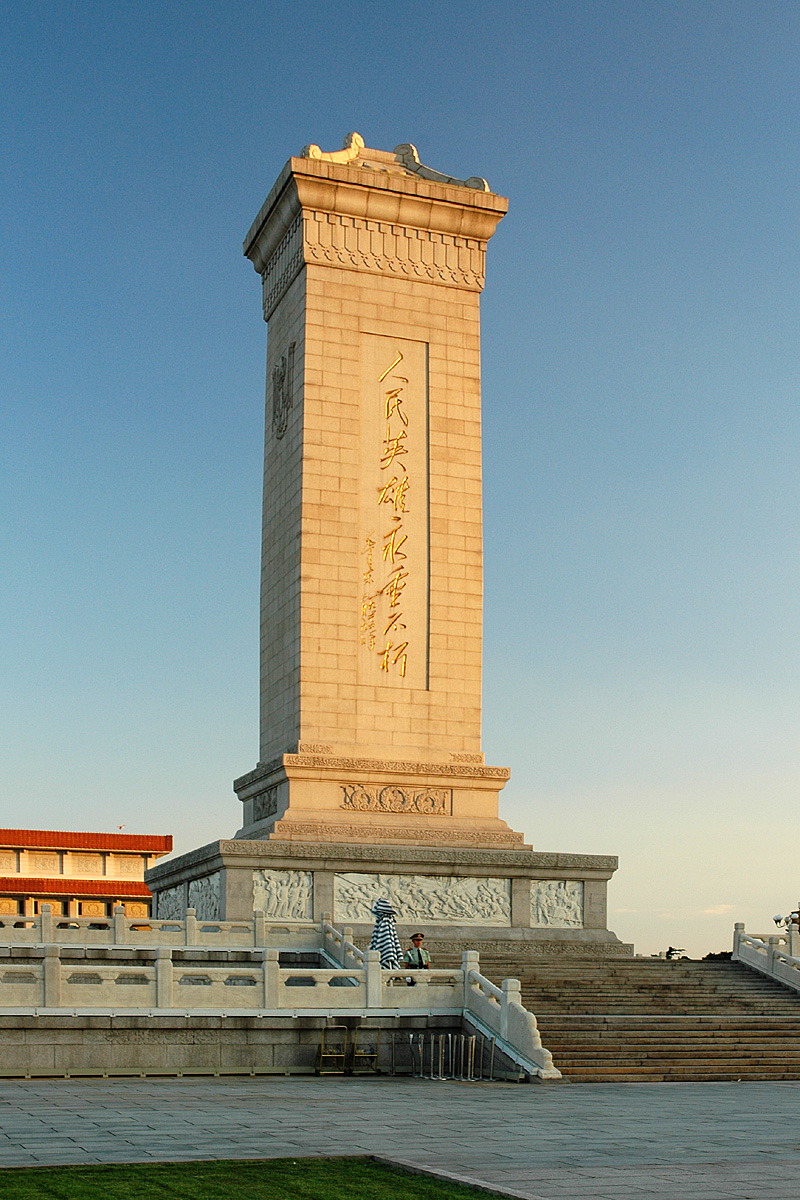
인민영웅기념비

기념비(紀念碑)는 어떤 인물이나 일을 기념하기 위해 세운 비석이다. 
고대에서부터 무언가를 기념하기 위한 수단으로서 많이 사용되어 왔다. 주로 정복, 문화적 발전, 개인의 위대한 업적등을 기념 하였으며, 후대 에게는 역사적 자료의 기능도 하고있다. 